# Санниково (Можгинський район)
Са́нниково (рос. Санниково) — присілок в Можгинському районі Удмуртії, Росія.
Урбаноніми:
- вулиці — Зелена

## Населення
Населення — 18 осіб (2010; 28 в 2002).
Національний склад станом на 2002 рік:
- росіяни — 89 %